# Tipo KD6b

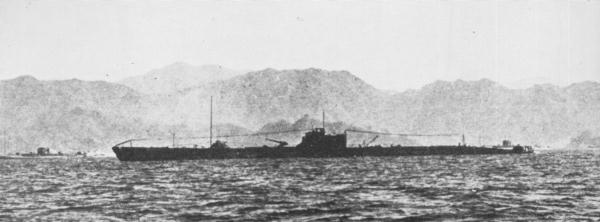
submarino japonés I-175 (tipo Kaidai VIb), rebautizado I-175 en 1942

Submarino japonés de Primera Clase, Tipo KD6b. Subclase de submarinos operativos en la Armada Imperial Japonesa durante la Segunda Guerra Mundial. Se fabricaron dos unidades, identificadas como I-74 e I-75. El 20 de mayo de 1942 estos submarinos fueron renombrados I-174 e I-175 respectivamente.

## Características
Desplazamiento: 1.420 t en modo estándar, 1.810 t en superficie, 2.564 t sumergido 

Eslora: 98,4 m en línea de flotación, 105 m máximo 

Manga: 8,2 m 

Calado: 4,6 m 

Propulsión: 2 hélices, motor diésel de 9000 CV en superficie, motor eléctrico de 1800 CV en inmersión 

Velocidad: 23 nudos en superficie, 8 nudos en inmersión 

Armamento: 2 tubos lanzatorpedos de 53 cm, 1 cañón de 120 mm, 4 ametralladoras de 13,2 mm 

Dotación: entre 60 y 84 tripulantes 

- Datos: Q6134878
- Multimedia: I-174 class submarine / Q6134878